# Viernes sangriento

Los manifestantes llevan a un joven herido en las protestas del 21 de junio de 1968, que se conocieron como "Viernes Sangriento".

Soldados del Ejército brasileño durante las manifestaciones del 21 de junio.

Viernes sangriento (en portugués: Sexta-feira sangrenta) fue como se conoció la represión de una protesta realizada el 21 de junio de 1968 en Río de Janeiro, durante la dictadura militar brasileña.
Una manifestación estudiantil frente al edificio del Jornal do Brasil ("JB") generó un conflicto que terminó con tres muertos (según la versión oficial) o 28 muertos (según el Centro de Documentación de Historia Contemporánea de la Fundación Getulio Vargas), decenas de heridos y un millar de detenidos, aunque se desconoce el número real de muertos resultantes de los enfrentamientos.
El enfrentamiento contó con el apoyo de los vecinos de la zona, y generó una amplia repercusión periodística, especialmente por parte del JB por su ubicación, dedicándole diez páginas con numerosas fotografías. En su 63ª edición (año 68), describió que: «Un enfrentamiento a balazos, porras y piedras entre estudiantes y policías, con la participación de miles de personas desde las ventanas de los edificios, paralizó el centro de la ciudad ayer al mediodía y sólo terminó seis horas después, con un policía muerto y, presuntamente, dos civiles, alrededor de 80 heridos y más de mil detenidos».

## La protesta
El día 18, el líder estudiantil Jean Marc von der Weid había sido detenido junto con otros estudiantes al final de una marcha. Al día siguiente, otro acto fue reprimido violentamente por la policía. El 20 de junio, cientos de estudiantes se reunieron en el Teatro Arena de la Facultad de Ciencias Económicas de la Universidad Federal de Río de Janeiro (UFRJ) y obligaron al rector y al Consejo Universitario a debatir con ellos la situación de la educación superior en el país. A su salida, los jóvenes fueron violentamente reprimidos con porras y disparos. Más de 300 fueron arrestados y llevados a la cancha del Botafogo, donde sufrieron palizas y humillaciones.
La mañana del viernes 21 se realizó una nueva marcha de protesta contra la represión en el centro de Río de Janeiro. Los estudiantes reaccionaron, enfrentándose a la caballería policial con corchos y canicas, que hacen caer a los caballos. La población apoyó a los jóvenes y también agredió con piedras a la policía, que respondió con disparos y bombas lacrimógenas desde helicópteros. Durante las últimas horas de la mañana y a lo largo de la tarde, el conflicto se extendió por una amplia zona del centro de la ciudad.
El fotógrafo Evandro Teixeira capturó a un manifestante cayendo al suelo con los brazos abiertos, tras ser golpeado por dos policías con porras en mano. La foto se convirtió en un símbolo de la represión militar de 1968, publicada al día siguiente sin créditos y en la portada del Jornal do Brasil como estrategia del editor jefe, el periodista Alberto Dines. Entrevistado 52 años después por Folha de S. Paulo en una campaña lanzada por el diario en defensa de la democracia, Teixeira informó que estaba cubriendo los hechos cuando notó un «movimiento inusual»" y se dirigió hacia el Teatro Municipal, presenciando el golpe que hizo que el manifestante perdiera el equilibrio y cayera con su cabeza en el medio del alambre. «Dio un grito horrible y se quedó allí temblando», dijo al periódico de São Paulo. El Jornal do Brasil habría publicado días después un reportaje en el que buscaba localizar quién era el personaje retratado, sin obtener respuesta ni siquiera del padre y de la madre y permitiéndose suponer que se trataba de una de las víctimas fatales.
La batalla duró hasta primeras horas de la noche y persiste la controversia sobre el número final de muertos. La entrada del Centro de Documentación de Historia Contemporánea (CPDOC), de la Fundación Getúlio Vargas, habla de «un número de muertos de 28, según informaciones de hospitales – o tres, según la versión oficial».